# Angriff auf Alexandria (1941)
Der Angriff auf Alexandria wurde im Zweiten Weltkrieg in der Nacht vom 18. auf den 19. Dezember 1941 von Kampfschwimmern einer Spezialeinheit (Decima Flottiglia MAS) der italienischen Regia Marina auf den Stützpunkt der britischen Mediterranean Fleet im Hafen von Alexandria durchgeführt. Sechs italienische Torpedoreiter setzten mit Sprengladungen die beiden britischen Schlachtschiffe Queen Elizabeth und Valiant auf Grund. Die beiden Schiffe konnten gehoben werden, blieben aber längere Zeit außer Gefecht. In der Folge dieses Angriffs verschob sich das Kräfteverhältnis im Mittelmeer für einige Monate zugunsten der Achsenmächte.

## Hintergrund
Nach dem Eintritt Italiens in den Zweiten Weltkrieg wurde der Mittelmeerraum zum Kriegsschauplatz. Während die Italiener den Nachschub von Italien nach Nordafrika in Nord-Süd-Richtung abwickeln und sichern mussten, verliefen die Nachschublinien der Briten in West-Ost-Richtung zwischen Gibraltar, Malta und Ägypten, soweit sie nicht das Kap der Guten Hoffnung umfuhren. Beide Seiten versuchten, die eigenen Nachschublinien offen zu halten und die des Gegners zu unterbrechen. Dabei kam es zu einer Reihe von Zusammenstößen der gegnerischen Flottenverbände, so bei Punta Stilo und bei Teulada, die jedoch ohne klares Ergebnis blieben. Der britische Luftangriff auf Tarent und die nächtliche Schlacht bei Kap Matapan hatten der Regia Marina schwere Verluste zugefügt. Da die italienische Marine sich bei Tageslicht nicht gegen die Briten durchsetzen konnte und nachts mangels Radar deutlich unterlegen war, bot sich der Einsatz von Kleinkampfmitteln an. Die mit diesen Mitteln ausgerüsteten Spezialeinheiten Italiens hatten sich bereits im Ersten Weltkrieg bewährt. Im Zweiten Weltkrieg operierten sie im gesamten Mittelmeer und auch im Schwarzen Meer wiederum mit beachtlichem Erfolg.

## Verlauf
Am 3. Dezember 1941 lief das italienische U-Boot Scirè unter dem Kommando von Junio Valerio Borghese aus La Spezia aus. An Bord hatte es drei SLC-Torpedos. Die dafür nötigen drei Torpedoreiterteams wurden in Leros aufgenommen. Sie bestanden aus Luigi Durand de la Penne und Emilio Bianchi, Vincenzo Martellotta und Mario Marino sowie aus Antonio Marceglia und Spartaco Schergat.
In der Nacht zum 19. Dezember 1941 wurden die drei bemannten Torpedos etwa zwei Kilometer vor dem Handelshafen von Alexandria in 15 Metern Tiefe ausgebootet. In den Kriegshafen drangen die drei Teams ein, als die Hafensperren geöffnet wurden, um britischen Zerstörern die Einfahrt zu ermöglichen. Der SLC-Torpedo von de la Penne und Bianchi fiel wegen eines Motorschadens aus und musste manuell bewegt werden, wobei Bianchi Probleme mit der Sauerstoffversorgung bekam und auftauchen musste. De la Penne schaffte es alleine bis zur HMS Valiant und brachte seine Sprengladung an. Sowohl Bianchi, als auch de la Penne wurden kurz darauf an der Wasseroberfläche entdeckt, gefangen genommen und in der Valiant unter der Wasserlinie eingesperrt. Beide schwiegen zunächst, informierten dann aber zehn Minuten vor der Explosion den Kommandanten, der das Schiff evakuieren ließ. De la Penne und Bianchi mussten bleiben, weil sie keine weiteren Aussagen machen wollten; sie überlebten die Explosion fast unbeschadet.
Marceglia und Schergat gelang es wie geplant, eine Sprengladung unter der Queen Elizabeth zu platzieren. In den frühen Morgenstunden verließen sie den Hafen zu Fuß und gaben sich als französischen Seeleute aus. Sie wurden zwei Tage später von der örtlichen Polizei festgenommen, als sie ihre Evakuierung vorbereiteten. Das Ziel von Martellotta und Marino war der norwegischen Tanker Sagona. In diesem Fall war es Martellotta, der wegen Sauerstoffproblemen auftauchen musste, während Marino die Sprengladung unter dem Schiff positionierte. Bei deren Explosion wurde neben dem Tanker auch der Zerstörer Jervis beschädigt. Martellotta und Marino gelang es zunächst ebenfalls, unerkannt zu entkommen, aber auch sie wurden kurz darauf von der ägyptischen Polizei festgenommen.

## Folgen
Dank des erfolgreichen Angriffs befand sich die Regia Marina bis Sommer 1942 im Mittelmeer in einer besseren Lage, weil die britische Mediterranean Fleet auf einen Schlag zwei Schlachtschiffe verloren hatte und ihr vorübergehend nur mehr einige wenige Kreuzer und Zerstörer verblieben. Britische Versuche, die Verluste durch Täuschung und Geheimhaltung zu verbergen, hatten nur wenige Wochen Erfolg. An der strategischen Situation änderte sich nicht viel: die Mittelmeerzugänge blieben weiter in britischer Hand, Ultra und Radar verschafften ihnen im Einsatz entscheidende Vorteile.
Die beiden im Hafen von Alexandria auf Grund gesunkenen Schlachtschiffe konnten kurz nach dem Angriff gehoben werden, sie fielen aber wegen der schweren Schäden längere Zeit aus: HMS Queen Elizabeth blieb bis Juni 1942 im Trockendock, weitere Reparaturen erfolgten danach in den USA und in England. Sie war erst ab Juni 1943 wieder einsatzbereit. Die HMS Valiant blieb bis April 1942 in Alexandria und verlegte dann nach Durban in Südafrika. Die Reparaturen dauerten bis Mai 1943 an. HMS Jervis konnte bereits Ende Januar 1942 ihren Dienst wiederaufnehmen.
Die sechs italienischen Kampfschwimmer wurden nach dem Waffenstillstand von Cassibile aus der Kriegsgefangenschaft entlassen. Sie wurden mit der italienischen goldenen Tapferkeitsmedaille ausgezeichnet. De la Penne erhielt sie in Tarent vom ehemaligen Kommandanten der Valiant.

## Rezeption
Der Angriff auf Alexandria wurde in der Nachkriegszeit filmisch verarbeitet, unter anderem 1966 in Alarm auf der Valiant. Die italienische Marine benannte einen Zerstörer nach Luigi Durand de la Penne. Das zweite italienische Boot der U-Boot-Klasse 212 A trägt wieder den Namen Scirè. Nicht weiter gewürdigt wurde Junio Valerio Borghese, weil er nach dem Waffenstillstand auf deutscher Seite weiterkämpfte und auch nach dem Krieg ein Anhänger des Faschismus blieb.